# Покривник амазонійський
Покривни́к амазонійський (Myrmelastes hyperythrus) — вид горобцеподібних птахів родини сорокушових (Thamnophilidae). Мешкає в Амазонії.

## Опис

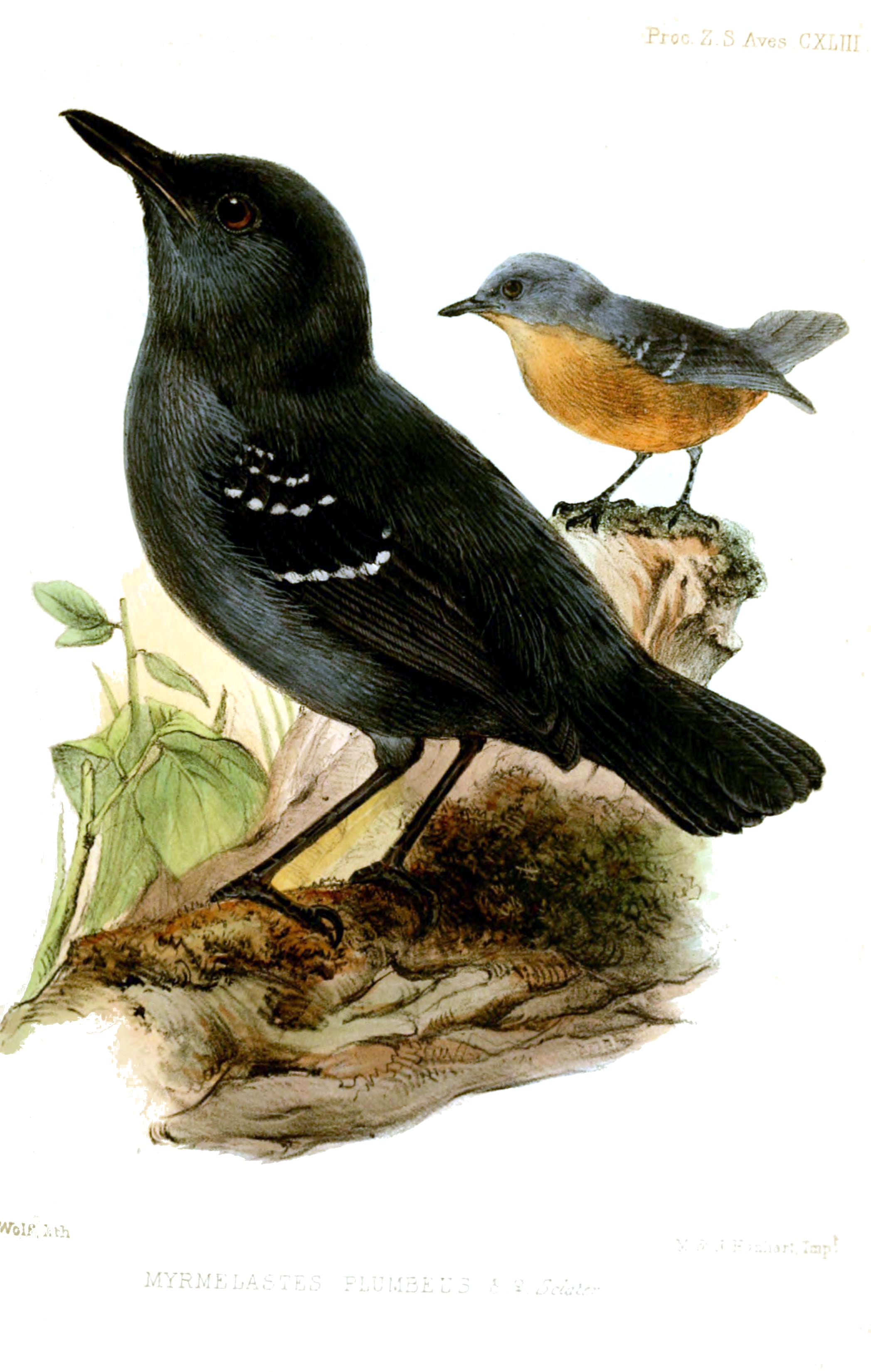
Пара амазонських покривників

Довжина птаха становить 17 см. Самці маюють переважно темно-сіре забарвлення, крила і хвіст у них чорнувато-сірі, на покривних перах крил є білі плямки. Навколо очей плями голої світло-блакитної шкіри. У самиць верхня частина тіла має подібне забарвлення, плямки на крилах присутні, нижня частина тіла яскраво-оранжево-руда

## Поширення і екологія
Амазонійські покривники мешкають на півдні Колумбії, на північному сході Еквадору (Сукумбіос, Орельяна), на сході Перу (від Лорето до Мадре-де-Дьйос), на південному заході Бразильської Амазонії (на схід до басейну річки Пурус) та на північному заході Болівії. Вони живуть в підліску амазонської сельви і варзейських лісів (тропічних лісів у заплавах Амазонки і її притоків). Зустрічаються на висоті до 450 м над рівнем моря. Живляться комахами. Гніздо чашоподібне, в кладці 2 рожевувато-білих яйця, поцяткованих темно-пурпурово-червоними плямами.